# Hazakísérlek
A Hazakísérlek vagy Amikor látlak (portugálul: Hoje Eu Quero Voltar Sozinho, angolul: The Way He Looks) egy 2014-ben készült brazil coming-of-age romantikus dráma, amely a 2010-es Eu Não Quero Voltar Sozinho című kisfilm alapján készült. Írója és rendezője Daniel Ribeiro, a főszerepben pedig Ghilherme Lobo, Fabio Audi és Tess Amorim látható.
A 2014 februárjában megrendezett 64. Berlini Nemzetközi Filmfesztiválon mutatták be először. Elsőként mozikba két hónappal később, 2014 áprilisában jutott el Brazíliában; Magyarországon a mozik soha nem adták. Pozitív bírálatokat kapott a film mind a kritikusoktól, mind pedig a nézőktől: imádták a három főszereplő játékát, a betétdalokat és Ribeiro rendezését. Már a megjelenésének első napján az ország 5. legnézettebb filmje lett.
A 64. Berlini Nemzetközi Filmfesztiválon két díjat is nyert: Filmkritikusok Nemzetközi Szövetségének díját a legjobb panorámafilm kategóriában és a legjobb LMBT filmnek járó Teddy-díjat. A 87. Oscar-gálán a Legjobb Nemzetközi Játékfilm kategóriába is beválasztották, bár jelölést már nem kapott.

## Történet
|  | Alább a cselekmény részletei következnek! |

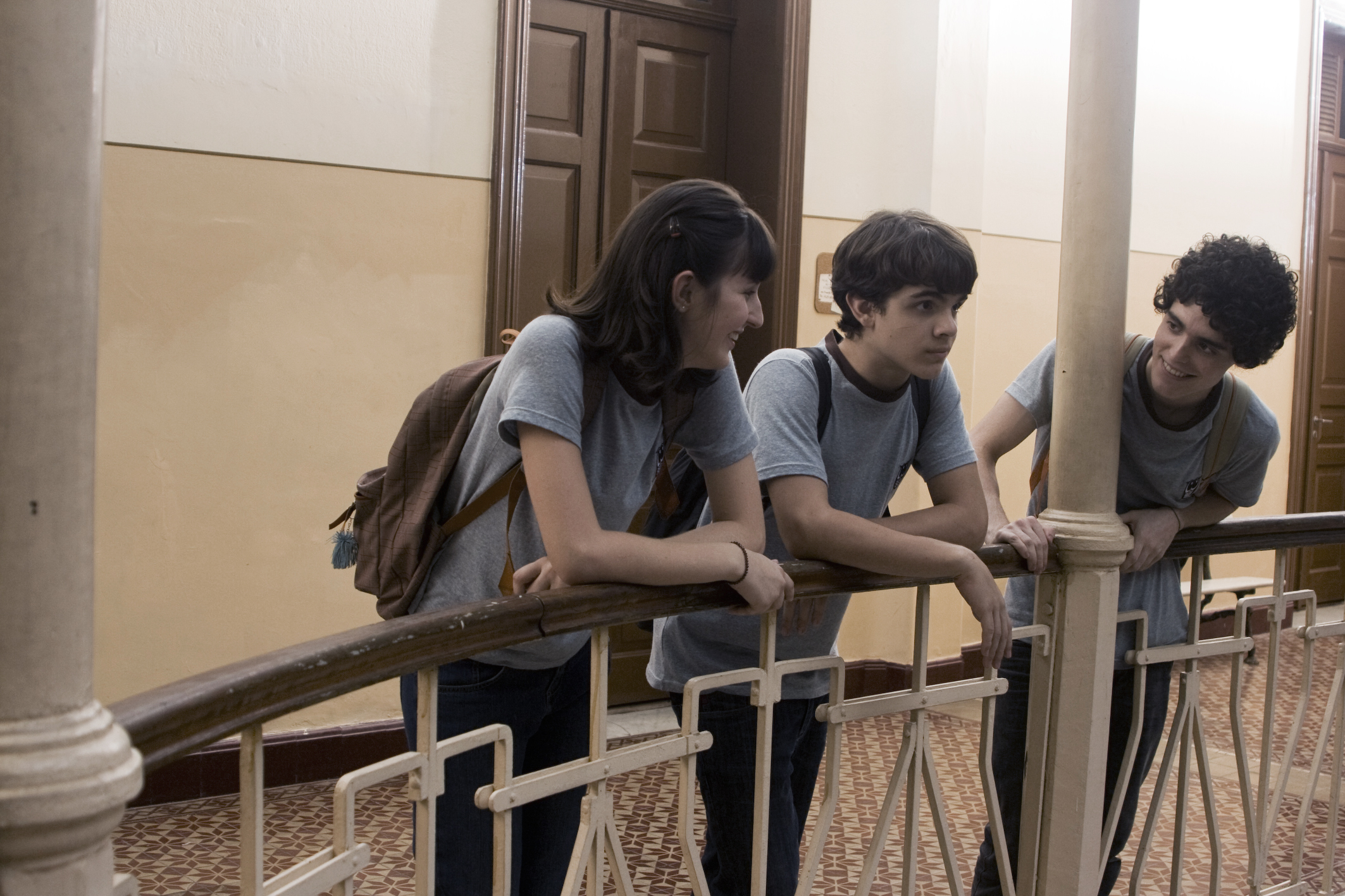
A három főszereplő

A történet középpontjában Leonardo áll, aki egy vak középiskolai diák. A film elején ő és legjobb barátnője, Giovana éppen azon tanakodnak, hogy még senkit sem csókoltak meg soha. Leo különösen nehezen viseli, mivel szeretné, ha az első csók különleges lenne, de nem hiszi, hogy bárki is megcsókolná őt. Másnap visszatérnek az iskolába, ahol osztálytársuk, Fabio gúnyt űz Leo hangos (Braille-)írógépéből. A tanár utasítja, hogy Fabio üljön mögé, de ő ellenáll, mondván akkor mindig segítenie kellene Leót. Éppen ekkor érkezik az osztályterembe az új diák, Gabriel, aki elfoglalja a Leo mögött lévő üres helyet. Giovana nagyon hamar romantikus érzelmeket kezd táplálni Gabriel iránt, ám Karen előbb veszi őt üldözőbe. Leo és Giovana hamar barátok lesznek, és már együtt kísérik haza Leót. Egy nap aztán Leo egyedül indul haza az iskolából, amikor is Fabio és barátai ismét gúnyt űznek belőle. Elveszti az egyensúlyát, a földre esik, de aztán dühösen távozik. Hazaérvén elmeséli szüleinek, hogy túlságosan a szárnyaik alatt tartják, és mennyire nem akar különleges bánásmódot rokkantsága miatt. Később pont emiatt Leo felkeres egy külföldi tanulmányokkal foglalkozó irodát, ám szülei beleegyezése is szükséges, de ők nem lettek beavatva.
Leo és Gabriel Giovana házánál pihennek, és amikor eljön a búcsú ideje, Gabriel felajánlja, hogy majd ő egyedül hazakíséri Leót. Másnap egy iskolai házimunkához egynemű párokra van szükség, így Leo Gabriellel párosul. Együtt mennek ebédelni, majd Gabriel internetes videókról és a moziról kérdezősködik. A páros végül elmegy moziba, ahol Gabrielle tolmácsolja a történéseket Leónak. Néhány nappal később Leo megpróbálja Gabrielnek a Braille írás-olvasást megtanítani, de annak nehézsége miatt nem sikerül. Erre Leo megjegyzi, hogy számára a biciklizés a lehetetlen. Még aznap éjszaka a fiúk kiosonnak, hogy megnézzék a holdfogyatkozást, miközben Gabriel kavicsok segítségével megpróbálja elmagyarázni a jelenséget. Hazafelé Gabriel rájön, hogy kedvenc pólóját Leónál hagyta, így megkéri, hogy másnap vigye magával az iskolába. Még aznap éjjel Leo belebújik az ágyban fekve.
Az ügynökség felhívja Leót, hogy talált egy amerikai partnert, amely vak diákok fogadására specializálódott, de továbbra is szülői beleegyezés szükséges. Így tehát elmondja szüleinek az ötletet, akik azonnal elutasítják. A három barát végül Karina házibulijában köt ki. Giovana kerüli Leót, mert még mindig mérges rá, amiért már nem ő a legjobb barát. A később már ittas Giovana bevallja Gabrielnek, hogy úgy érzi, ő ki lett túrva Leo életéből, és nem hiányozna neki, ha külföldre menne. Giovana megcsókolja, ám ő elutasítja a csókot. Gabriel később felajánlja, hogy hazakíséri Leót, de ő idegesen elutasítja, mondván, mindenki csak irányítani akarja őt, de senki sem akarja megcsókolni. Erre hirtelen Gabriel megcsókolja, majd biciklijén gyorsan eliramodik.
Egy iskolai kirándulás keretében Leo egyedül ül a buszon, míg Gabriel Karina mellett. Gabriel elmondja Leónak, hogy annyira részeg volt, hogy semmire sem emlékszik a házibuliból, beleértve a csókot is. Később az osztály úszni indul a medencébe, ám előtte Gabriel segít Leónak bekennie magát naptejjel. A fürdést követően a fiúk a legutolsóként mennek a nyilvános zuhanyzóba fürdeni, amiközben Gabriel elkezdi csodálni Leo testét. Észrevéve erekcióját törölközőbe csavarja saját magát, majd kínosan leül. Még aznap éjjel Leo és Giovana együtt iszogatnak, miközben Leo bevallja, hogy szerelmes Gabrielbe. A lány először szkeptikusan fogadja, végül támogatásáról biztosítja. A túráról hazatérve Gabriel meglátogatja Leót, aki megkérdezi, hogy összejött-e már Karinával. Válaszában elmondja, hogy letörte a lány kedvét, mert ő mást szeret. Gabriel ekkor elmondja, hogy Leo az, akit szeret, és hogy valójában emlékszik a házibuliban elcsattant csókra. Leo minderre reagálva megcsókolja őt.
|  | Itt a vége a cselekmény részletezésének! |

## Szereposztás
- Ghilherme Lobo – Leonardo
- Fábio Audi – Gabriel
- Tess Amorim – Giovana
- Eucir de Souza – Carlos
- Isabela Guasco – Karina
- Selma Egrei – Maria
- Júlio Machado – Tanár
- Naruna Costa – Tanárnő
- Lúcia Romano - Laura
- Victor Filgueiras – Guilherme
- Pablo Carvalho – Fabio

## Betétdalok
- Belle & Sebastian: There’s Too Much Love
- Cícero: Vagalumes Cegos
- Arvo Pärt: Spiegel im Spiegel
- Franz Schubert: 2. e-moll zongoratrió, D. 929, Op. 100 / II. Andante con moto (The Gryphon Trio – Great Piano Trios)
- Marvin Gaye: Let’s Get It On
- David Bowie: Modern Love
- The National: Start a War
- Homemade Blockbuster: Dance Moves
- Dom La Nena: Start a War (The National Cover)
- Tatá Aeroplano és Juliano Polimeno: Beijo Roubado em Segredo
- Marcelo Camelo és Mallu Magalhães: Janta

## Külső hivatkozások
- The Way He Looks az Internet Movie Database oldalon (angolul)
- The Way He Looks a Box Office Mojo oldalon (angolul)
- The Way He Looks a Metacritic oldalon (angolul)
- The Way He Looks a Rotten Tomatoes oldalon (angolul)